# Мальдонадо, Дениль
Дени́ль Ома́р Мальдона́до Мунги́я (исп. Denil Omar Maldonado Munguía; род. 26 мая 1998, Тегусигальпа) — гондурасский футболист, защитник российского клуба «Рубин» и капитан сборной Гондураса.

## Биография
Родился 26 мая 1998 года в столице Гондураса, а именно — в Тегусигальпе. У Дениля был старший брат, который был убит 14 февраля 2017 года в родном городе.

### Клубная карьера
Мальдонадо начал футбольную карьеру в академии клуба «Мотагуа». 6 сентября 2015 года дебютировал за основную команду команду в матче против «Реал Сосьедада» (2:4). 2 декабря 2018 года в матче против «Платенсе» забил свой первый мяч за команду (3:1).
19 января 2020 года на правах аренды перешёл в мексиканскую «Пачуку».
9 января 2025 года после многочисленных аренд перебрался в румынскую «Университатя Крайова».
10 июля 2025 года перешёл в казанский «Рубин», подписав контракт с клубом на четыре года.

### Карьера в сборной
Мальдонадо играл в юношеских, молодёжных и олимпийской сборных Гондураса. Имеет серебряную медаль Панамериканских игр, которую завоевал вместе с олимпийской командой на Панамериканских играх 2019 года.
Дебютировал за основную национальную команду 5 сентября 2019 года в товарищеском матче против сборной Пуэрто-Рико (4:0).

## Достижения

### Командные
«Мотагуа»
- Апертура Гондураса: 2017, 2018, 2019
- Клаусура Гондураса: 2017, 2019, 2022
- Обладатель Суперкубка Гондураса: 2017

Гондурас
- Серебряный призёр чемпионата КОНКАКАФ среди молодёжных команд — 2017
- Серебряный призёр Панамериканских игр — 2019

### Индивидуальные
- Вошёл в символическую сборную Мужского олимпийского отборочного турнира КОНКАКАФ: 2019